# Sensor de efeito Hall
Um Sensor de efeito Hall é um transdutor que, quando sob a aplicação de um campo magnético,  responde com uma variação em sua tensão de saída.

## Princípio de funcionamento

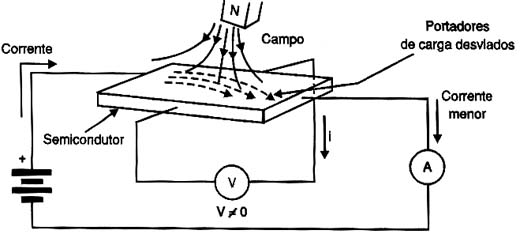
Um semicondutor sob a aplicação de um campo magnético, demonstrando o Efeito Hall. Se uma diferença de potencial é aplicada a um material semicondutor de modo que flua uma corrente, e ao mesmo tempo o este material é submetido a um campo magnético, no deslocamento através deles as cargas tendem a se desviar de sua trajetória normal, acumulando-se numa das faces laterais, e com isso uma tensão será detectada.

Os sensores de campos magnéticos são dispositivos muito utilizados e presentes em nosso dia-a-dia e que possuem diversas aplicações, desde aparelhos de consumo até máquinas industriais. Uma das maneiras mais elementares de se fazer o sensoriamento de campo magnético é por meio de uma bobina. Existem, contudo, dispositivos semicondutores próprios para a detecção de campos magnéticos, como é o caso do Sensor Hall.
O Sensor Hall tem seu princípio de funcionamento baseado no Efeito Hall, descoberto em 1879, por Edwin Hall. O efeito Hall é uma propriedade que se manifesta em um condutor quando um campo magnético perpendicular ao fluxo de corrente é aplicado sobre ele. Quando isso ocorre, uma diferença de potencial no condutor é gerada, chamada de Tensão de Hall. Esta tensão possui direção perpendicular ao campo magnético e à corrente, e é proporcional à densidade de fluxo magnético e à corrente. O campo magnético aplicado provoca um gradiente de concentração de portadores em todo o condutor. Quando o número de portadores de um lado do condutor for maior do que do outro, então surgirá esta diferença de potencial. A amplitude da tensão de Hall varia com a corrente e o campo magnético.
Em resumo, o Efeito Hall é o que ocorre quando uma corrente num condutor tem sua trajetória desviada pela ação de um campo magnético. Com um formato apropriado, este desvio faz com que a Tensão de Hall seja gerada, e esta pode ser aproveitada por um circuito externo, e é o que sensores Hall fazem. A tensão de Hall pode ser medida por um circuito externo ou ainda ser utilizada para efeitos de sensoriamento, pois ela é proporcional à intensidade do campo que cria.
O Efeito Hall é um efeito observado em todos os materiais. Contudo, sua aplicação é eficaz somente em materiais onde a mobilidade eletrônica seja relativamente alta. Desse modo, as aplicações práticas do Efeito Hall só se tornam possíveis com o desenvolvimento de tecnologias em materiais semicondutores.

### Dispositivo Semicondutor
Sensores que utilizam Efeito Hall são tipicamente construídos de materiais semicondutores, permitindo que a eletrônica seja desenvolvida no mesmo material. Para tal podem ser utilizados materiais semicondutores tipo p ou tipo n. Quando o sistema possuí uma alta mobilidade de carga, a Constante Hall terá um valor relativamente grande, permitindo que se obtenha melhores valores de saída. Para que se tenha uma razão sinal/ruído (SNR) alta, é necessário que a resistividade do material seja baixa, limitando, assim, a diferença de potencial gerada por ruído térmico. Estas condições são otimizadas ao se utilizar um semicondutor tipo n.
Podemos encontrar comercialmente sensores de Efeito Hall tanto na sua forma simples como em configuração em ponte. Uma das vantagens da utilização da configuração em ponte é que ela permite realizar a detecção de variações do campo em ambos os sentidos, simplificado o projeto de circuitos detectores.
Os sensores de efeito Hall podem ainda ser encontrados com saída Analógico/Linear ou digital.

## O Sensor Analógico/Linear
O sinal de saída dos sensores analógicos (lineares) é gerado diretamente a partir da saída do amplificador operacional com a tensão de saída sendo diretamente proporcional ao campo magnético que passa pelo sensor Hall.
Os sensores lineares analógicos fornecem uma tensão de saída que aumenta com um campo magnético forte e diminui com um campo magnético fraco. Em sensores de efeito Hall de saída linear, a medida que a força do campo magnético aumenta, o sinal de saída do amplificador também irá aumentar até que ele comece a saturar devido ao limites impostos pela fonte de alimentação. Qualquer aumento adicional no campo magnético não terá qualquer efeito sobre a saída, mas irá dirigi-lo mais rápido para a saturação.
De modo geral, a maioria dos sensores lineares Hall são do tipo "relaciométrico" (ratiometric) ou seja, existe uma tensão de saída quiescente, normalmente metade da tensão de alimentação e esta tensão varia para mais ou menos em relação a este valor, conforme o campo magnético de saída.

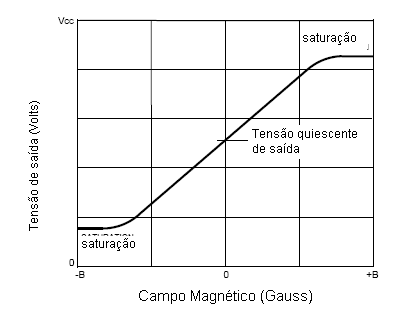
Característica de um sensor Hall relaciométrico comum. A sensibilidade é dependente da tensão de alimentação, assim, se houver um aumento da tensão de alimentação, muda a tensão quiescente e as variações em torno deste valor passam a ter uma amplitude maior para uma mesma variação da intensidade do campo.

## O Sensor Digital
Sensores de saída digital, por outro lado, têm um Disparador Schmitt construído em histerese e ligado ao amplificador operacional. Quando o fluxo magnético que passa através do sensor Hall excede um valor pré-definido, a saída do dispositivo muda rapidamente de sua condição "DESLIGADA" para a uma condição "LIGADA" sem qualquer tipo de rejeição de contato. Esta histerese embutida elimina qualquer oscilação do sinal de saída enquanto o sensor se move para dentro e fora do campo magnético. Assim, os sensores de saída digital tem apenas dois estados, "LIGADO" e "DESLIGADO".
Existem alguns parâmetros destes sensores que são importantes para a compreensão de seu funcionamento, são eles:
- Bop: Ponto de operação magnético; é o nível de campo magnético a partir do qual um dispositivo Hall liga. O estado resultante do dispositivo depende do design individual do dispositivo eletrônico.
- Brp: Ponto de liberação magnética; é o nível de campo magnético a partir do qual um dispositivo Hall desliga (ou para alguns dispositivos Hall, o nível crescente de campo negativo dado um positivo Bop). O estado resultante da saída do dispositivo depende do design individual do dispositivo eletrônico.
- Bhys: Histerese magnética. A função de transferência de um dispositivo Hall é desenhado com este offset entre os pontos de chaveamento para filtrar pequenas flutuações no campo magnético que poderiam resultar de vibrações mecânicas ou ruído eletromagnético na aplicação. BHYS = | BOP − BRP |.

Podemos encontrar quatro tipos de sensores Hall Digitais, são eles:

### Unipolar
Esse tipo de sensor opera em um campo magnético positivo, ou seja, o sensor só irá conduzir quando o polo positivo de um ímã de aproximar dele.  Enquanto o ímã estiver próximo do sensor, ele continuará conduzindo. A condução só é cessada quando o ímã é afastado.

### Bipolar
Este tipo de sensor opera sob qualquer tipo de campo magnético, mantendo sua saída acionada na presença de um pólo sul magnético, sendo desligado apenas na presença de um pólo norte magnético. Ele é usado em aplicações onde os pólos sul e norte de ímãs se encontram muito próximos, como em um anel de ímãs em motores.

### Omnipolar
Este tipo de sensor, assim como o Bipolar, é capaz de detectar qualquer tipo de campo magnético, contudo o seu princípio de operação é muito parecido ao Unipolar, desse modo, o sensor Omnipolar só opera sob a presença  de um ímã. Esse tipo de sensor simplifica a montagem de um projeto, uma vez que não é necessário conhecer o pólo do ímã que ficará voltado para o sensor.
Chave de efeito Hall omnipolar. O gráfico é parecido com o sensor unipolar, porém agora existe o lado negativo do gráfico. A linha vermelha apresenta um campo magnético crescente, que quando atinge o Brp do pólo magnético norte, desaciona o sensor. Este volta a ser acionado quando o Bop de pólo sul magnético é atingido. O mesmo pode ser obtido em sentido contrário.
|448x448px]] 

### Latch de Efeito Hall
Este sensor tem sua entrada acionada na presença de um ímã e a mantém acionada até que o ímã se aproxima novamente do sensor.

## Interfaceamento e Principais Características

Símbolo utilizado para representar o Sensor de Efeito Hall em um circuito.

Usando configurações apropriadas de materiais, em conjuntos de placas, a tensão gerada pelo Efeito Hall pode ser multiplicada e, ao fazer isso, elaboram-se dispositivos sensores de campos magnéticos sensíveis e rápidos, com é o caso do Sensor Hall.
A grande vantagem do uso dos sensores de Efeito Hall é que eles podem ser fabricados com o próprio material usado na fabricação dos circuitos integradas. Isso significa a possibilidade de integrar circuitos amplificados e até mesmo conversores analógicos-digitais que permitem interfacear diretamente o sensor com microprocessadores e microcontroladores, tudo isso no próprio chip do sensor.
A seguir são listadas as principais vantagens que caracterizam o Sensor de Efeito Hall:
- Pode ser utilizado como chave
- Opera em frequências de até 100kHz
- Custa menos que outras chaves mecânicas
- Não tem as medias prejudicadas devido ao "desprendimento" de algum contato, pois utilizam-se uma sequencia de contatos em paralelo, ao invés de um único contato
- Não é afetado por impurezas, possibilitando que seja utilizado em condições extremas
- Pode ser utilizado como sensor de posição, deslocamento e proximidade.
- Pela sua velocidade de resposta, pela robustez e durabilidade os sensores de efeito Hall podem ser usados numa infinidade de aplicações e por isso podem ser encontrados numa infinidade de formatos e sensibilidades.

Os dispositivos de efeito Hall, contudo, possuem unidade de saída com capacidades muito baixas, da ordem de 10 a 20 mA. Desse modo, eles não não podem passar diretamente uma grande quantidade de carga elétrica. Para correntes mais altas, é necessário adicionar um transistor NPN de coletor aberto (com drenagem de corrente) à saída do sensor.

### Circuito
Geralmente, um sensor de efeito Hall possui três pinos: VCC (alimentação), GND (terra) e VOUT (saída). A saída geralmente é do tipo coletor-aberto, e precisa de um resistor de pull-up, tendo uma resistência entre 1 e 10 kΩ. O valor mínimo de resistência no circuito é função da corrente máxima de saída do sensor, isto significa que, para uma corrente máxima de 20mA e uma tensão de 5V, tem-se uma resistência mínima de 250Ω.
Em aplicações onde o consumo é prioridade, pode-se elevar o valor de resistência. No entanto deve-se observar que isto poderá induzir correntes de fuga para o terra, que ocorrem no condutor entre o resistor de pull-up e a saída do sensor. Estas correntes poderiam ser altas o suficiente para diminuir o valor de saída do sinal do sensor.

### Capacitores de filtro
É recomendado o uso de capacitores de 0,01µF para circuitos sem estabilização chopper, e 0,1µF para circuitos com este tipo de estabilização.

### Tempo de inicialização
Os sensores de efeito Hall levam menos de 1µs para inicializar sem estabilização chopper, enquanto que levam até 25µs quando são empregados com este tipo de estabilização.

## Principais formas de uso[1]
A forma do sinal que é obtido da saída de um Sensor de Efeito Hall é determinado pelo posicionamento do sensor em relação ao campo magnético. Desse modo, existem diversas configurações relativas ao posicionamento do sensor em relação ao campo que podem ser utilizadas pelo projetista e/ou engenheiro ao planejar o circuito detector e os dispositivos em que o sensor será instalado.

### Aproximação simples
Neste método o sensor e o ímã que gera o campo magnético  se aproximam perpendicularmente. Neste caso, quanto menor for as distâncias, maior será a ação sobre o chip. Este arranjo pode ser aplicado em uma chave de fim de curso ou ainda para se medir a velocidade de aproximação ou afastamento de uma peça.

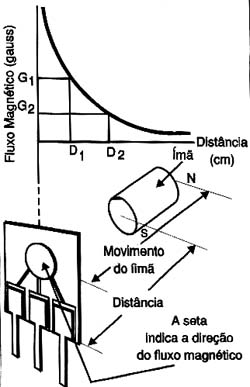
Utilização de um Sensor de Efeito Hall com a configuração por aproximação simples e o gráfico que mostra a variação do campo magnético sobre o sensor.

### Passagem lateral unipolar
Nesta configuração, um ímã simples passa diante do sensor de modo que as suas linhas de força possam atuar sobre o chip. Este tipo de arranjo é adequado em aplicações menos críticas, isto é, que exijam baixa sensibilidade, se comparada a configuração por aproximação simples.

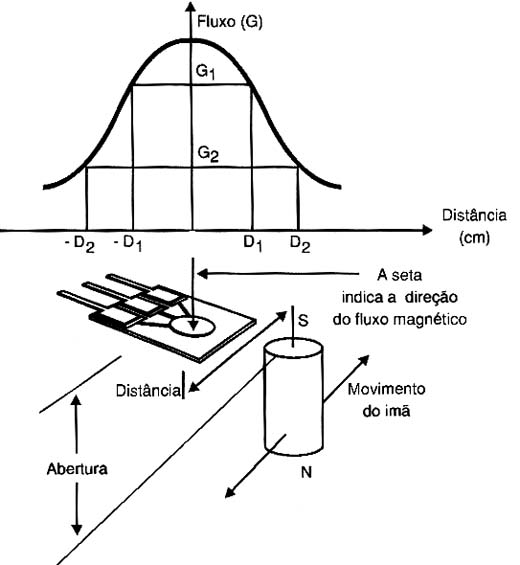
Utilização de um Sensor de Efeito Hall com a configuração por passagem lateral unipolar e o gráfico que mostra a variação do campo magnético sobre o sensor.

### Passagem lateral bipolar
Neste arranjo, dois ímãs são colocados juntos (formando um ímã "bipolar") de modo que possam gerar um campo magnético duplo. Quando os dois ímãs passarem lateralmente pelo sensor,  o campo irá atuar sobre este.

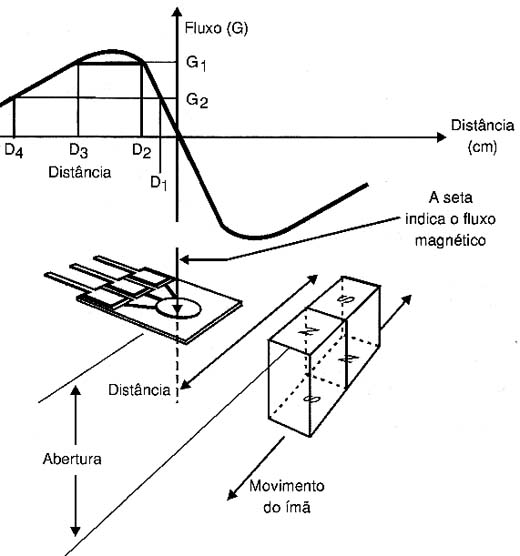
Utilização de um Sensor de Efeito Hall com a configuração por passagem lateral bipolar e o gráfico que mostra a variação do campo magnético sobre o sensor.

### Passagem lateral tripolar
Nesta configuração, três ímãs são colocados juntos, (formando um ímã "tripolar") de modo a gerar um campo no sensor quando passar lateralmente por este. Este arranjo permite detectar com alta sensibilidade a passagem de um objeto diante do sensor. O sinal de saída á agudo o suficiente para excitar com facilidade circuitos lógicos amplificados, devido ao pico de magnetização. Este arranjo pode ser utilizado para medir a velocidade com a qual um objeto passa pelo sensor (como sua rotação, por exemplo) ou ainda para fazer a contagem de objetos que passam pelo sensor.

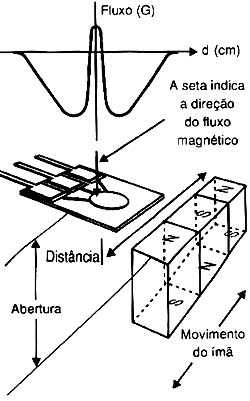
Utilização de um Sensor de Efeito Hall com a configuração por passagem lateral tripolar e o gráfico que mostra a variação do campo magnético sobre o sensor.

### Passagem lateral com dois ímãs separados
Neste arranjo são utilizados dois ímãs. A forma do sinal obtido é suave e a distância de separação entre os dois ímãs é que determina os picos. Este tipo de arranjo e utilizado em muitos sensores de distância vendidos comercialmente.

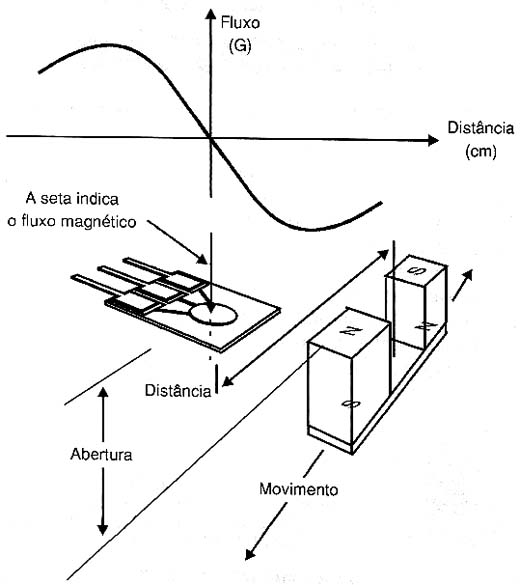
Utilização de um Sensor de Efeito Hall com a configuração por passagem lateral com dois ímãs separados e o gráfico que mostra a variação do campo magnético sobre o sensor.

### Ímã rotativo

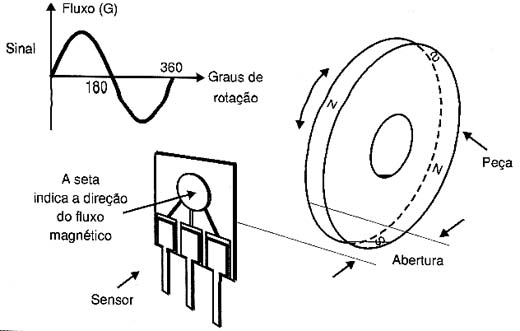
Utilização de um Sensor de Efeito Hall com a configuração por ímã rotativo e o gráfico que mostra a variação do campo magnético sobre o sensor.

Este arranjo permite detectar movimentos de rotação com facilidade. Aqui, um ímã circular (ou ímãs presos a uma peça circular) podem ser utilizados, de modo a gerar o mesmo padrão de campo. O sinal gerado com este arranjo é senoidal e pode ser facilmente trabalhado para excitar circuitos lógicos.

Exemplo de configuração com ímã rotativo. Este arranjo é comumente utilizada para regular a velocidade de discos rígidos de computador. Temos um disco rotante com dois ímãs igualmente espaçados. A tensão oriunda do sensor Hall irá ter seu pico duas vezes a cada revolução do disco.

### Outros arranjos
Outros arranjos, além dos apresentados, podem ser construídos de acordo com a necessidade do projetista, isto é, irão da orientação das linhas do campo que deve detectado, além sua variação e intensidade.
As curvas de sensibilidade em reação a posição devem ser levadas em consideração quando se utiliza um Sensor Hall. O próprio formato do sensor pode incluir recursos no sentido de contentar ou dispersar linhas de força.

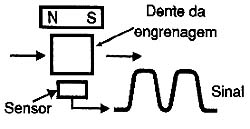
Um exemplo aplicação de arranjo com ímã fixo no qual a passagem de um dente de uma engrenagem de um material ferromagnético entre um Sensor Hall e um ímã permanente concentra as linhas de força do campo, gerando um pulso de sinal.

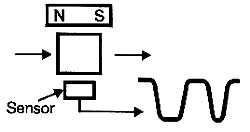
Um exemplo aplicação de arranjo com ímã fixo no qual a passagem de um dente de uma engrenagem de um material diamagnético (como alumínio, por exemplo) entre um Sensor Hall e um ímã permanente dispersa as linhas de força do campo magnético, gerando um efeito inverso ao observado em materiais magnéticos.

## Aplicações

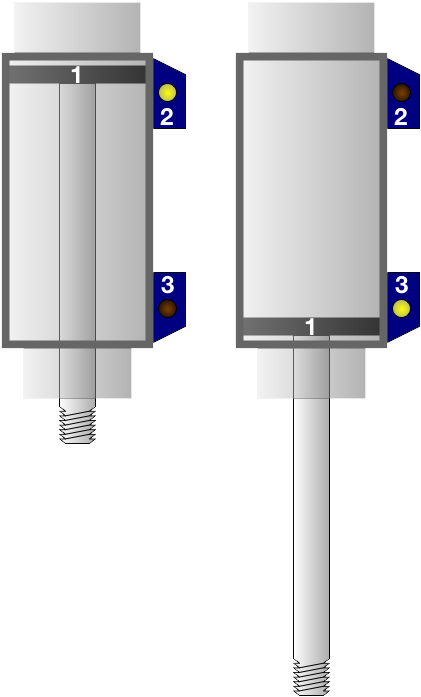
O pistão magnético (1), neste cilindro pneumático faz com que os sensores de efeito de Hall (2 e 3), que estão montados da parede externa do cilindro, sejam ativados quando está totalmente retraído ou estendido.

Na sua forma mais simples, o sensor Hall funciona como um transdutor analógico que retorna diretamente um valor de tensão. Com um campo magnético conhecido, pode-se determinar sua distância até a placa Hall. Usando um grupo de sensores, pode-se deduzir a posição relativa do ímã.
A eletricidade transmitida por um condutor irá produzir um campo magnético que varia com a corrente. É possível utilizar um sensor Hall medir esta corrente sem interromper o circuito.
Frequentemente, um sensor de efeito Hall é combinado com um circuito que permite que o dispositivo possa atuar em modo digital (liga/desliga). Nesta configuração, o sensor Hall funciona como interruptor (ou chave).
Comumente vistos em aplicações industriais, tais como o Cilindro Pneumático, os Sensores de Efeito Hall também são utilizados em itens de consumo. Em algumas impressoras, por exemplo, o sensor Hall é utilizado para detectar o papel ausente em tampas abertas. Quando é necessária um alta confiabilidade, o sensor Hall também é utilizado em teclados.
Os Sensores Hall são também comumente usados no setor automobilístico para medir a velocidade de rodas e eixos, calcular o tempo de ignição de motores de combustão interna, além do uso em tacômetros e sistemas de Freio ABS. Eles são utilizados, por exemplo, para detectar a posição do ímã permanente em motores elétricos  de corrente contínua  sem escovas.

### Sonda Hall
Uma Sonda Hall contém um cristal composto de Indio semicondutor, como o antimoneto de índio, montado em uma placa de apoio de alumínio e encapsulado na cabeça de sonda.
A Sonda Hall é posicionada de forma que as linhas do campo magnético passem ângulos retos com o sensor da sonda. Assim, o medidor lê do valor da densidade de fluxo magnético. Uma corrente é passada através do cristal que, quando sob a aplicação de campo magnético, adquire uma diferença de potencial de Efeito Hall. O Efeito Hall é observado quando um condutor é colocado sob um campo magnético uniforme. O desvio natural dos elétrons portadores de carga faz com que o campo magnético exerça a Força de Lorentz sob estes portadores. O resultado é o mesmo observado para uma separação de cargas, com acumulação de cargas positivas ou negativas no fundo ou na parte superior da placa. O cristal deve ter em torno de 5 mm². O cabo da sonda deve ser de material não-condutor, de modo a não perturbar o campo magnético.
A Sonda Hall pode ser utilizada para medir o Campo Magnético da Terra. Para tal, as linhas de campo da Terra deve estar passando diretamente através da sonda. Em seguida, ela é girada rapidamente, de modo que as linhas do campo passem através do sensores na direção oposta. A alteração na leitura de densidade de fluxo é o dobro da densidade de fluxo magnético da Terra. Uma sonda Hall deve ser, primeiramente, calibrada com relação a uma valor de força do campo magnético conhecido. No caso de um solenoide, coloca-se a sonda Hall no centro do mesmo.

### Sensor de Deslocamento

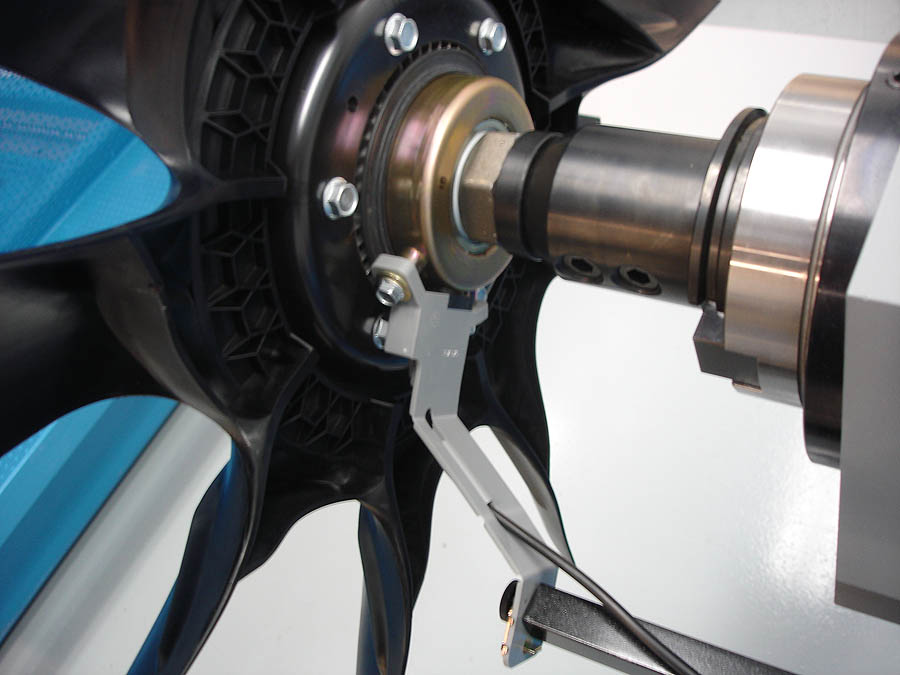
Um motor de hélice que utiliza sensor de efeito Hall.

Um Sensor de Deslocamento pode ser feito com um elemento sensor de efeito Hall e um ímã móvel, obtendo-se um valor de saída proporcional à distância entre os dois. Dois ímãs podem ser posicionados com um sensor Hall, a fim de que se obtenha uma intensidade de campo próximo à zero quando o sensor estiver equidistante dos dois ímãs. Este dispositivo de efeito Hall possuí um alcance linear bastante limitado, contudo maiores alcances podem ser obtidos ao se utilizar múltiplos sensores Hall, distribuídos ao longo de um substrato. À medida que o ímã se aproxima e, em seguida, se afasta de cada elemento Hall, os respectivos sensores estarão aumentando ou diminuindo os valores de saída.
O valor de saída do conjunto de sensores é obtido por meio da leitura e decodificação das saídas individuais dos sensores mais próximos ao ímã. Este método permite produzir sensores de deslocamento com um desempenho relativamente alto, capaz de ter um alcance de vários metros. Sensores de alcance mais longo tornam-se cada vez mais difíceis de produzir e são caros devido ao grande número de sensores que precisam ser multiplexados.  

### Indicador de Nível de Combustível
O Sensor Hall pode ser utilizado em alguns automóveis em indicadores de nível de combustível. Isso é feio por meio de um flutuador magnético ou de um sensor de alavanca rotativa.
Em um sistema flutuante vertical, um ímã permanente é montado sobre a superfície de um objeto flutuante. O condutor de alimentação de corrente elétrica é fixado na parte superior do tanque de alinhamento com o ímã. Quando o nível de combustível eleva, um campo magnético crescente é aplicado na corrente, resultando em uma alta voltagem Hall. À medida que o nível de combustível diminui, a tensão Hall também diminuirá. O nível de combustível é indicado e exibido pela condição adequada de sinal da tensão Hall.
Em um sensor de alavanca rotativa, um ímã em forma de anel diametralmente magnetizado gira em torno de um Sensor Hall linear. O sensor mede apenas a componente perpendicular (vertical) do campo. A intensidade do campo medido está diretamente correlacionada com o ângulo da alavanca e, assim, com o nível do tanque de combustível.

### Outras Aplicações[2]

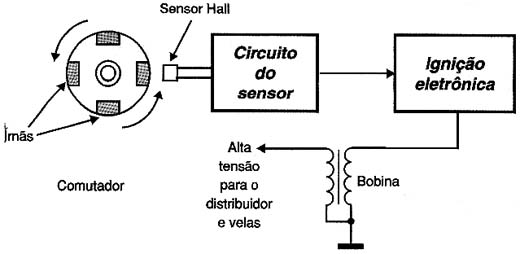
Circuito sem contatos, substituindo o platinado. Num carro, por exemplo, um sensor magnético mede com precisão a rotação do motor fazendo o acionamento das velas.
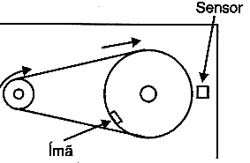
Usando sensor para medir a rotação de uma polia de uma máquina. Numa máquina industrial um sensor magnético preso a uma engrenagem permite medir com precisão rotação e controlá-la com a ajuda de circuitos eletrônicos externos.
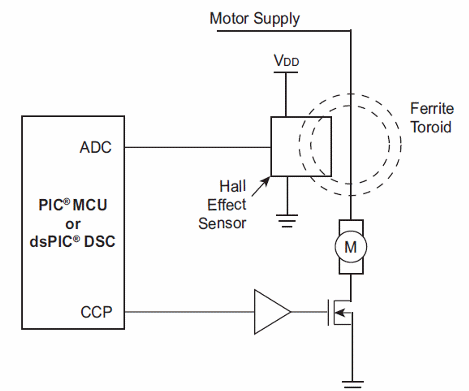
Sensoriamento Magnético de Corrente. Um sensor Hall pode ser usado para sensoriar a corrente de um motor num sistema de controle. O sensor é posicionado num anel de ferrite e o elo de corrente do motor pode ser formado por uma ou mais espiras no toróide de ferrite conforme a intensidade da corrente a ser sensoriada.
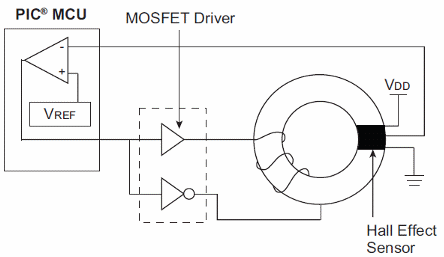
Sensor Hall de Corrente com PIC. O circuito é especialmente indicado para a medida de correntes intensas. Quando a corrente é zero, a tensão no sensor será Vdd/2. O circuito é bidirecional, podendo medir correntes nos dois sentidos. Os comparadores são usados para gerar uma corrente no núcleo de modo a obter um fluxo contrário ao da corrente medida. Este recurso tem por finalidade obter maior linearidade na medida, mantendo o fluxo no ferrite nulo.

## Modelos

### SS49E/SS59ET
Esta série de sensores econômicos opera em campos magnéticos de ímãs permanentes pequenos ou eletroímãs. A tensão de saída depende tanto da tensão de alimentação como da intensidade do campo magnético que atua sobre o sensor. 
Dentre as aplicações indicadas para esse sensor se destacam:
- Sensoriamento de corrente
- Controle de motores
- Sensoriamento de posição
- Leitura de códigos magnéticos
- Encoders rotativos
- Detector de metais ferrosos
- Sensor de vibração
- Sensor de nível de líquidos
- Sensor de peso

### SS40A/SS50AT
São sensores bipolares e de baixo custo, operam com tensões de alimentação na faixa de 4,5 Vdc a 24 Vdc e são projetados com alta tecnologia, de modo a fornecer soluções competitivas em equipamentos comerciais, computadores, médicos e de consumo as quais necessitem de um controle de velocidade de motores e sensoriamento de RPM. 
Possuem muito mais aplicações se comparados aos SS49E/SS59ET, destacando-se em:
- Controle de ventoinhas de refrigeração em computadores
- Sensoriamento de RPM e controle de velocidade
- Comutação de motores sem escovas
- Sensoriamento de posição e controle de motores
- Encoder magnético simples
- Sensor de fluxo

### Outras referências
- http://www.eetimes.com/design/embedded/4024586/Exploring-optical-and-magnetic-sensors Em falta ou vazio |título= (ajuda) Embedded
- http://www.bristolwatch.com/hall_effect/index.htm Em falta ou vazio |título= (ajuda) Bristolwatch
- http://www.siliconchip.com.au/cms/A_30551/article.html Em falta ou vazio |título= (ajuda) Siliconchip
- http://www.allegromicro.com/en/ Em falta ou vazio |título= (ajuda) Allegro